# Тахини-Хот-Спрингс
Тахини-Хот-Спрингс (англ. Takhini Hot Springs) — горячие источники, расположенные недалеко от города Уайтхорс, Юкон (28 км от центра города), Канада.

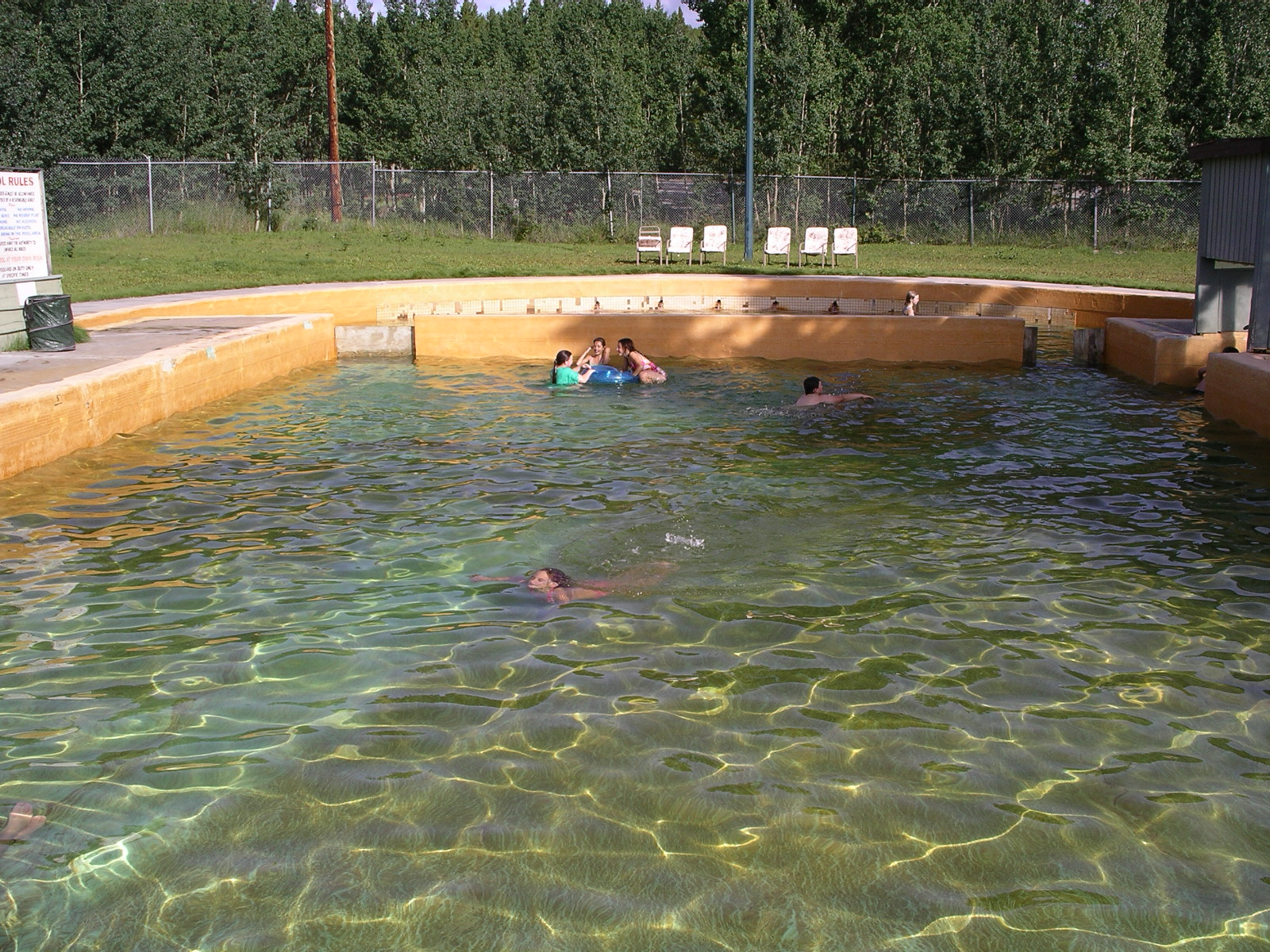
Главный бассейн

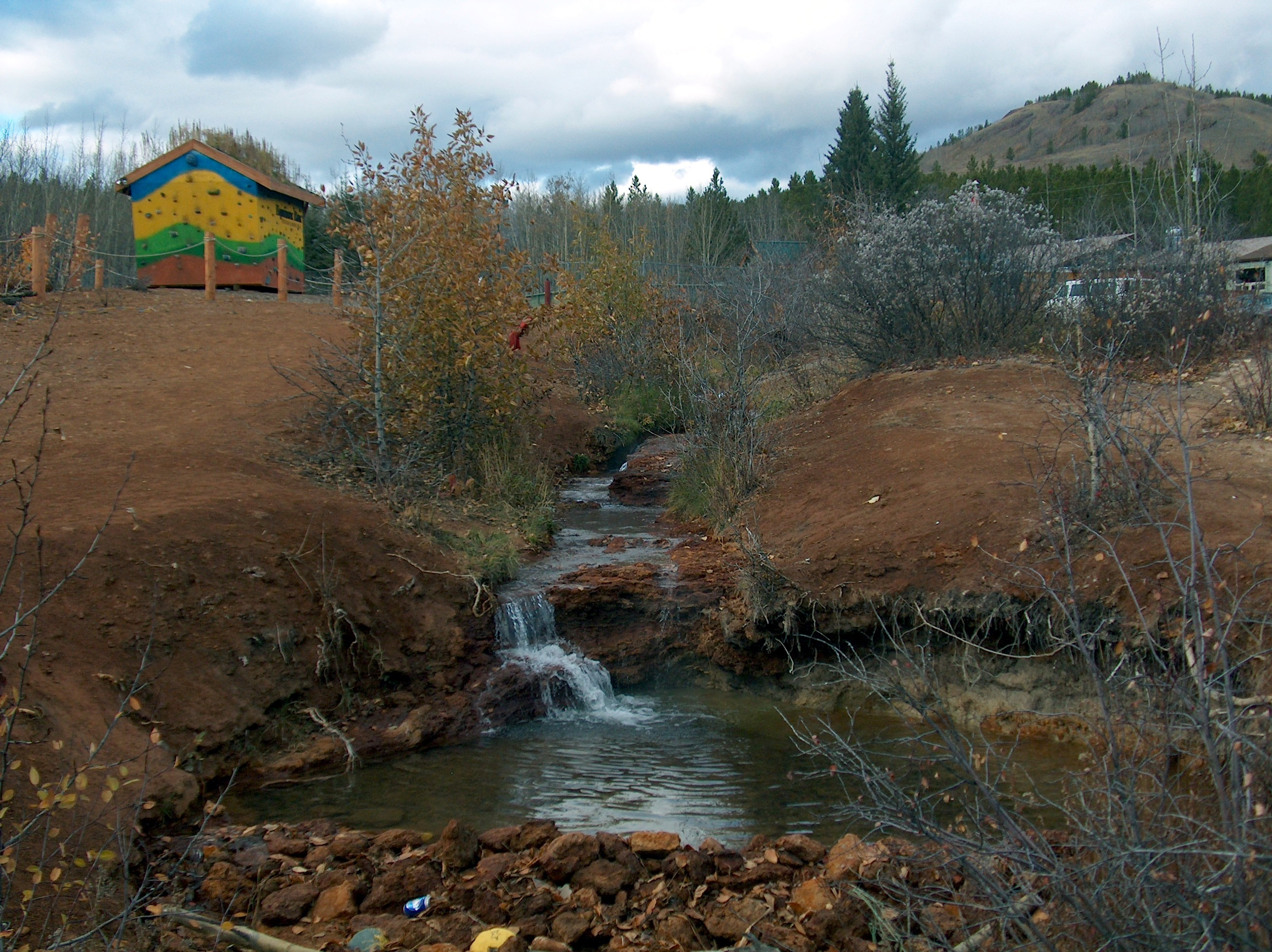
Сток из бассейна

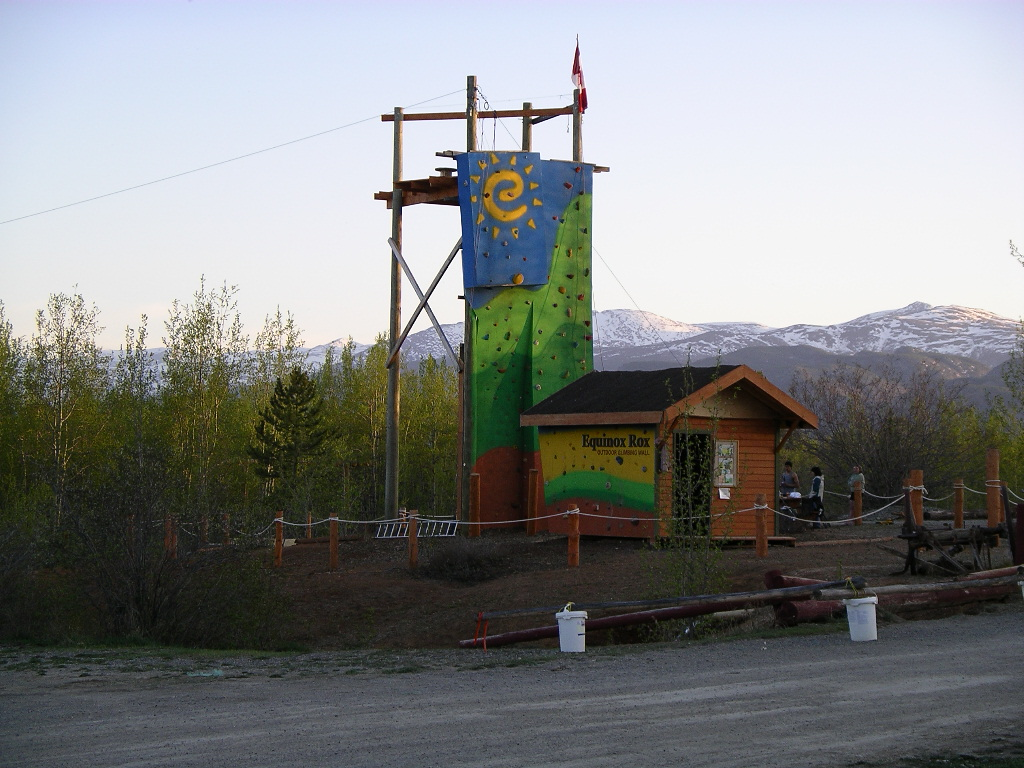
Зиплайн через озеро

## Описание
Расход воды источников составляет 385 литров в минуту. Температура источника равна 46,5° по Цельсию. Бассейн разделён на две части: горячую и прохладную. По мере того как вода течёт от источника к горячему бассейну, она охлаждается до 42° Цельсия, температура воды в холодной части составляет в среднем 36° по Цельсию.
Согласно исследованиям, вода поступает из пересекающихся разломов в земле. Дождевая вода и снег с гор уходят глубоко в землю, где вода нагревается и растворяет минералы. Затем вода возвращается на поверхность и выходит из земли. Это один из немногих горячих источников в мире вода в котором не фильтруется.
Требуется как минимум 60 лет, чтобы вода в бассейнах попала из под земли в источник. Во время своего подземного путешествия на поверхность вода достигает максимальной температуры 95° по Цельсию.

## История

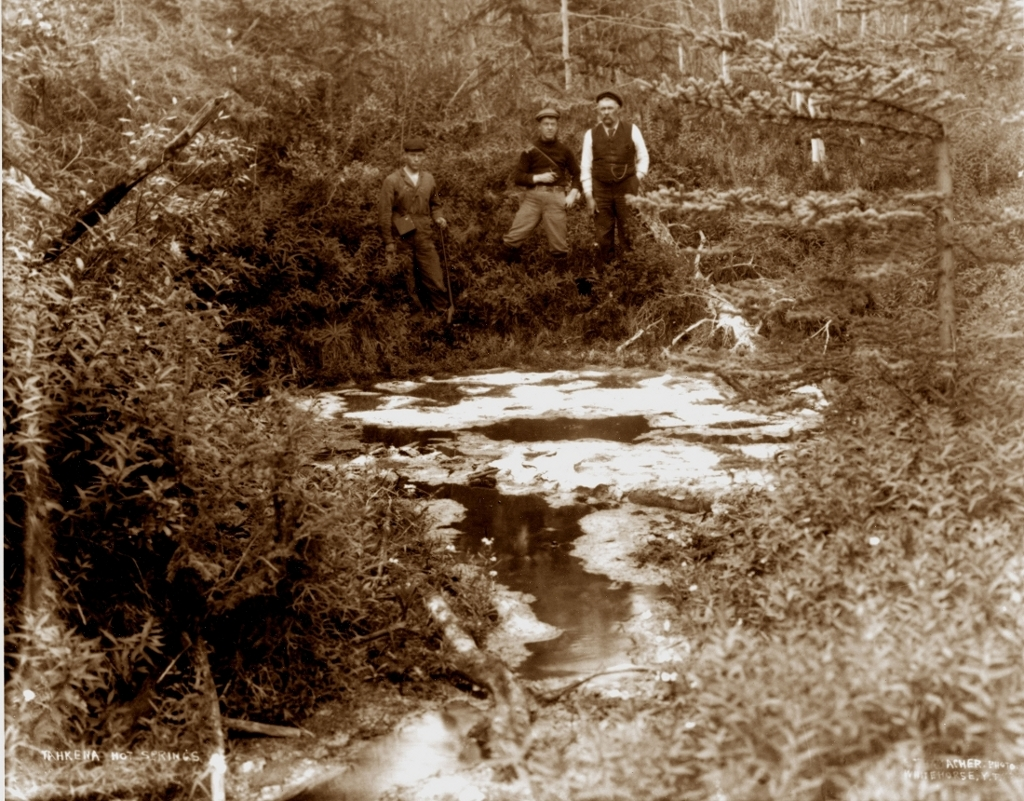
Тахини-Хот-Спрингс в 1907 году

Тахини-Хот-Спрингс прежде назывались Ванной Джима Босса, в честь знаменитого индейского вождя, чья деревня находилась на опушке прилегающего леса. Использовавшееся первобытными народами на протяжении веков, это место было известно естественной горячей водой, текущей из-под земли. В 1902 году Вильям Пакетт и А. Р. Гордон подали первоначальную заявку на аренду недвижимости; в 1907 году они купили землю по 2 доллара за акр. Они продвигали коммерческое использование источников, упирая на их терапевтическую ценность. Первый бассейн был сделан из дерева и холста в 1940-х годах для использования армией Соединённых Штатов во время строительства аляскинской трассы. В 1950 году был создан бетонный бассейн. Ныне существующие бассейны и здание были построены в 1970-х годах. В 2008 году были проведены многочисленные ремонтные работы по улучшению и оборудованию бассейна. Объект постоянно модернизируется и совершенствуется, особенно после перестройки района Юкона.
Некоторые путешественники считают Тахини-Хот-Спрингс идеальным местом для наблюдения за Северным сиянием.
На сегодняшний день у источников находится палаточный лагерь с более чем 80 площадками. Этот объект находится в эксплуатации уже более 100 лет и является одной из самых популярных туристических достопримечательностей канадского Юкона.
Содержание минералов в воде источников.
| Аналитическая категория                       | Ед. измерения | Количество |
| --------------------------------------------- | ------------- | ---------- |
| pH                                            | pH единиц     | 6.7        |
| Температура                                   | C°            | 46.2       |
| Общее количество растворенных твердых веществ | ppm           | 1145       |
| Общая жесткость как CaCo3                     | mg/L          | 1770       |
| Кальций (Ca)                                  | mg/L          | 580        |
| Магний (Mg)                                   | mg/L          | 78.2       |
| Натрий (Na)                                   | mg/L          | 36.5       |
| Калий (K)                                     | mg/L          | 8.7        |
| Кремний (Si)                                  | mg/L          | 19.8       |
| Хлор (Cl)                                     | mg/L          | 1.5        |
| Фториды (F)                                   | mg/L          | 3.62       |
| Железо (Fe2+)                                 | mg/L          | 0.9        |
| Сульфаты (SO4)                                | mg/L          | 1740       |
| Общая щелочность (CaCO3)                      | mg/L          | 104        |

## Соревнование по замораживанию волос
С 2011 года руководство курорта проводит ежегодный конкурс под названием International Hair Freezing Contest. Последний проводившийся конкурс, в 2020 году, получил 288 заявок на участие в соревновании в пяти категориях. Победитель в каждой категории получает 2000 канадских долларов и бесплатные абонементы на горячие источники. Для участия соревнующиеся должны прибыть в Тахини-Хот-Спрингс в период с декабря по март, только в дни, когда температура ниже −20 °C.